# Liste der Kulturdenkmäler in Dernbach (Pfalz)
In der Liste der Kulturdenkmäler in Dernbach sind alle Kulturdenkmäler der rheinland-pfälzischen Ortsgemeinde Dernbach aufgeführt. Grundlage ist die Denkmalliste des Landes Rheinland-Pfalz (Stand: 14. August 2023).

## Einzeldenkmäler
| Bezeichnung                               | Lage                                                | Baujahr         | Beschreibung | Bild                           |
| ----------------------------------------- | --------------------------------------------------- | --------------- | --- | ------------------------------ |
| Forsthaus                                 | Forststraße 8 Lage                                  | um 1900/10      | ehemaliges Forsthaus; Krüppelwalmdachbau, Fachwerkkniestock, um 1900/10                                                                  | Fotos hochladen                |
| Protestantische Pfarrkirche               | Hauptstraße 17 Lage                                 | 1897/98         | neugotischer Saalbau, Bossenquaderwerk, bezeichnet 1897/98, Architekt Franz Schöberl, Speyer                                             | weitere Bilder Fotos hochladen |
| Kriegerdenkmal                            | Kirchstraße, auf dem Friedhof Lage                  | nach 1920       | Kriegerdenkmal 1914/18, lebensgroße Skulpturengruppe, nach 1920                                                                          | Fotos hochladen                |
| Schulhaus                                 | Kirchstraße 31 Lage                                 | 1913            | ehemalige Schule; zweiflügeliger Walmdachbau, Heimatstil, 1913                                                                           | Fotos hochladen                |
| Katholische Kirche Heilige Dreifaltigkeit | Kirchstraße 33 Lage                                 | um 1300         | ehemals St. Jodokus; gotischer Saalbau, Chor um 1300; Langhaus, Westturm und doppelgeschossige Sakristei vom Anfang des 15. Jahrhunderts | weitere Bilder Fotos hochladen |
| Sühnekreuz                                | nördlich des Ortes an der L 506; Flur Farröder Lage | 16. Jahrhundert | Sühnekreuz, Sandstein, wohl aus dem 16. Jahrhundert                                                                                      | Fotos hochladen                |